# Ochna afzelii
Ochna afzelii är en tvåhjärtbladig växtart som beskrevs av Robert Brown och Daniel Oliver. Ochna afzelii ingår i släktet Ochna och familjen Ochnaceae. Inga underarter finns listade i Catalogue of Life.

## Bildgalleri

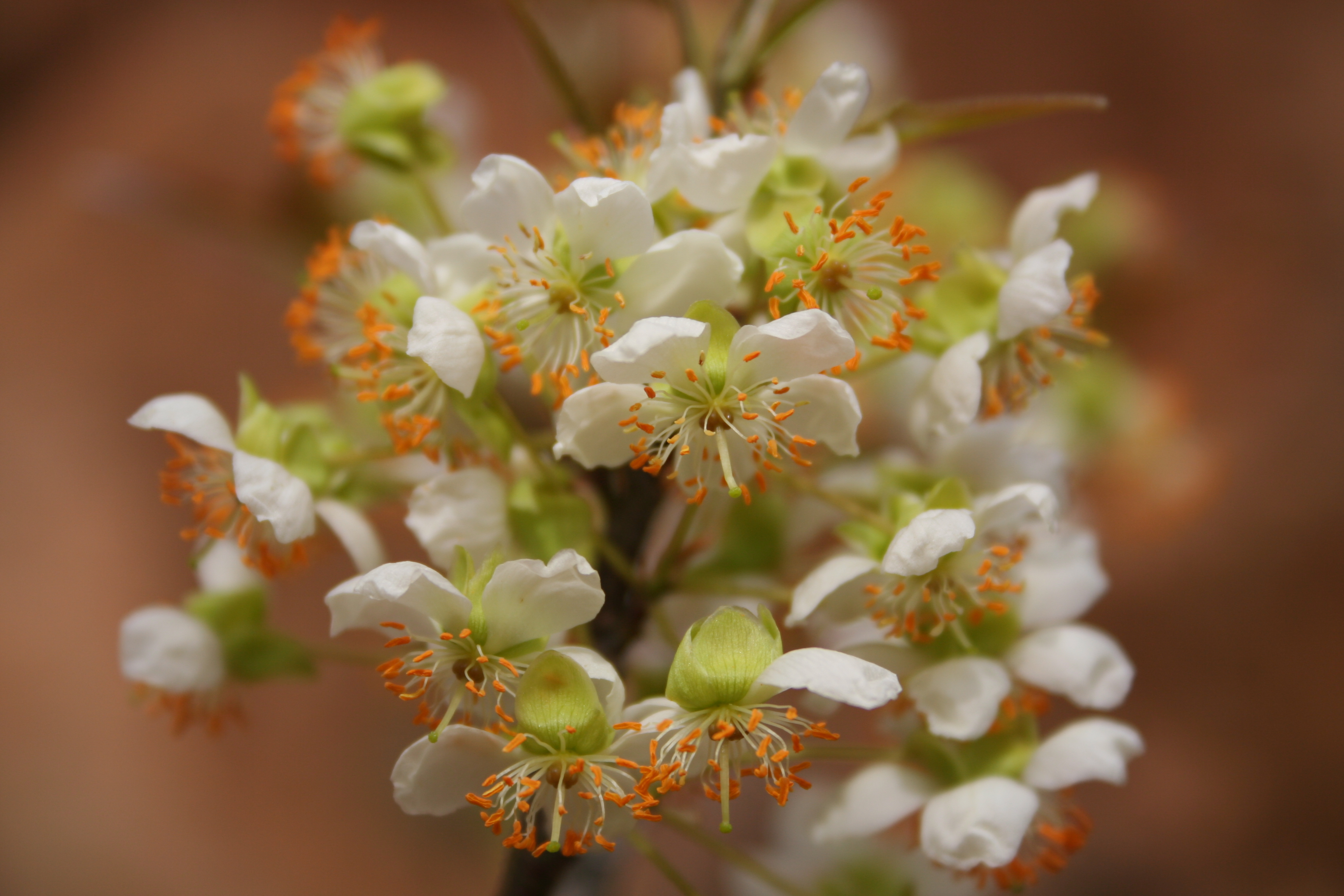